# Pretty When You Cry (песня)
«Pretty When You Cry» (с англ. — «Ты красива, когда плачешь») — песня американской певицы и автора песен Ланы Дель Рей с третьего студийного альбома Ultraviolence. Авторами трека являются сама певица и её гитарист Блейк Стрэнэтэн. Продюсировали трек Дель Рей, Стрэнэтэн и владелец студии звукозаписи Electric Lady Studios в Нью-Йорке, где была записана песня, Ли Фостер.

## История создания
После релиза альбома Ultraviolence, куда вошла композиция, Дель Рей дала интервью организации National Public Radio, где рассказала про композицию «Pretty When You Cry»: «Та версия, которую вы слышите — фристайл. Я просто случайно её создала со своим гитаристом и оставила её такой, какой она и была. У вокала своя история. В этой песне акцент делается не на текст, для меня было очень важно оставить некоторые моменты нетронутыми. Факт того, что я не вернулась и не попробовала лучше исполнить её — и есть история этой композиции, это показывает, что я обнажила свою сущность: я не волнуюсь, что она не идеальна».
В аудио-интервью для журнала MTV, Дель Рей рассказала про композицию также: «Одна из самых любимых композиций на альбоме, в ней присутствует игра моего гитариста Блейка. И причина, по которой я люблю её, заключается в том, что мы записали её в студии Electric Lady Studios c самой первой попытки. Именно поэтому в ней я странно рифмую слова. Напряжение голоса не специальное, и я думала о том, как звучит мой голос. И мне действительно нравится то, как органично она звучит, в моём понимании». Гитарист Дель Рей и соавтор песни, Блейк Стрэнэтэн, в интервью для Strymon рассказал об истории создания композиции:

 Я навещал свою семью в Нью-Йорке, а Лана пригласила меня в студию Electric Lady Studios, которая для меня всегда была мечтой во время моей музыкальной деятельности. Просто находится и работать там казалось нереальным. Мы пробыли там 8—9 дней, в основном — лишь вдвоём. Я исполнил гитарную партию для пары песен, которые были почти что закончены, но одним утром я очень рано пришёл в студию, просто чтобы поработать над некоторыми тонами и поиграть в этом замечательном месте. Пока я достигал определённого прогресса, пришла Лана и мы немедленно записали «Pretty When You Cry». Она была записана с помощью пульта Neve 8078, который звучит просто невероятно. Ничего из этого не планировалось, что несомненно повлияло на настроение композиции. Оригинальный текст (англ.)I was in New York visiting family, and Lana invited me down to Electric Lady Studios, which was always a dream of mine being a Hendrix nut. It was surreal being and working there. We wound up being there for 8 or 9 days with basically the entire place to ourselves. I had played guitar on a couple tracks that were pretty much finished, but one morning I came to the studio super early just to work out some tones and play in that amazing live room. As I was coming up with some progressions, Lana walked in and we came up with «Pretty When You Cry» on the spot. It was recorded through a Neve 8078 which just sounded unreal. None of it was planned which certainly added to the vibe.
16 июня 2014 года, в своём аккаунте Instagram, Дель Рей опубликовала отрывок музыкального видео на песню, которое сняла самостоятельно, но оно так и не было выпущено. В интервью для американской газеты The New York Times, исполнительница рассказала, что не планировала возвращаться в студию и исправлять трек, потому что, по её словам, «если вы знаете историю песни, которая стоит за ней, тогда вы сможете понять, почему я так её исполнила».

## Реакция критиков
Трек был назван одним из лучших в 2014 году по версии газеты The New York Times. Антон Фелиц из российского издания Apelzin назвал композицию «очередной балладой о любви», «замечательной слезовыжималкой, способной растрогать даже самого чёрствого меломана», а также положительно отреагировав на песню, сравнил её с песней Майли Сайрус «Wrecking Ball», сказав: «Хочется рассмеяться, настолько театрально и неестественно это выходит у бывшей диснеевской принцессы Сайрус. Обратную ситуацию мы можем наблюдать в творческих изысканиях Ланы. Певица абсолютно гармонично смотрится в роли убитой горем женщины, проживающей свои последние минуты. Ей хочется верить и делить вместе с ней её вселенское несчастье». Максим Сентяков из BritishWave сказал, что в треке присутствуют «рыдающий вокал и стонущая гитара, которые сочетаются в едином звучании», также добавив, что песня хорошо подчёркивает «статус» альбома Ultraviolence, как «про-кинематографичного».

## Список композиций
| №  | Название              | Автор(ы)                       | Продюсер(ы)                    | Длительность |
| -- | --------------------- | ------------------------------ | ------------------------------ | ------------ |
| 7. | «Pretty When You Cry» | Лана Дель Рей, Блейк Стрэнэтэн | Дель Рей, Ли Фостер, Стрэнэтэн | 3:54         |

## Участники записи
Данные взяты с сайта Discogs.
- Лана Дель Рей — вокал, автор, продюсер
- Брайан Гриффин — ударные
- Фил Джолай — сведение
- Блейк Стрэнэтэн — гитара, продюсер
- Роберт Ортон[англ.] — сведение
- Ли Фостер — продюсер
- Мастеринг проведён Джоном Дэвисом на студии Metropolis Studio[англ.], Лондон, Великобритания
- Песня записана на студии Electric Lady Studios, Нью-Йорк, США
- Композиция сведена на студии Hot Rocks Studios, Санта-Моника, Калифорния, США
- Трек издан на Copyright Control/Sony/ATV Music Publishing[англ.]